# Fredrik Austbø
Frederik Berggraf Austbø (ur. 20 kwietnia 1988 w Stavanger) – norweski snowboardzista. Zajął 28. miejsce w halfpipe’ie na igrzyskach olimpijskich w Turynie. Jego najlepszym wynikiem na mistrzostwach świata w snowboardzie było 26. miejsce w halfpipe’ie na mistrzostwach w Arosa. Najlepsze wyniki w Pucharze Świata w snowboardzie osiągnął w sezonie 2009/2010, kiedy to zajął 42. miejsce w klasyfikacji generalnej, a w klasyfikacji halfpipe’a był szósty.

## Sukcesy

### Igrzyska olimpijskie
| Miejsce | Dzień     | Rok  | Miejscowość | Konkurencja | Zwycięzca   |
| ------- | --------- | ---- | ----------- | ----------- | ----------- |
| 38.     | 12 lutego | 2006 | Turyn       | Halfpipe    | Shaun White |

### Mistrzostwa Świata
| Miejsce | Dzień       | Rok  | Miejscowość | Konkurencja | Zwycięzca      |
| ------- | ----------- | ---- | ----------- | ----------- | -------------- |
| 26.     | 20 stycznia | 2007 | Arosa       | Halfpipe    | Mathieu Crepel |

### Puchar Świata

#### Miejsca w klasyfikacji generalnej
- 2004/2005 – –
- 2005/2006 – 75.
- 2008/2009 – 88.
- 2009/2010 – 42.

#### Miejsca na podium
1. Klagenfurt am Wörthersee – 18 grudnia 2004 (Big Air) – 2. miejsce
2. La Molina – 20 marca 2008 (Halfpipe) – 1. miejsce